# Соснович, Александра Александровна
Алекса́ндра Алекса́ндровна Сосно́вич (также Саснович, бел. Аляксандра Аляксандраўна Сасновіч; родилась 22 марта 1994 года в Минске, Беларусь) — белорусская теннисистка, мастер спорта международного класса. Победительница 18 турниров ITF (11 — в одиночном разряде); финалистка Кубка Федерации (2017) в составе национальной сборной Беларуси; полуфиналистка двух юниорских турниров Большого шлема в парном разряде (Открытый чемпионат США-2011, Открытый чемпионат Франции-2012).

## Биография
Старшая из двух дочерей Александра и Натальи Сосновичей; сестру зовут Полина.
Уроженка Минска, в теннисе с девяти лет; любимое покрытие — быстрый хард, лучший удар — бэкхенд по линии.
Первый титул из цикла ITF Соснович выиграла в октябре 2011 года на 10-тысячнике в Италии. В апреле 2012 года в возрасте 18 лет она дебютировала в составе сборной Беларуси в розыгрыше Кубка Федерации. В мае 2013 года она впервые сыграла в основных соревнованиях WTA-тура, выступив на парных соревнованиях в Брюсселе. В октябре того же года Соснович выиграла турнир ITF с максимальным для этого цикла призовым в фондом 100 000 $, который проводился в Пуатье. Через неделю после этой победы она стала победительницей 50-тысячника ITF в Нанте.
В августе 2014 года через квалификацию впервые попала в основную сетку турнира серии Большого шлема. Этим турниром стал Открытый чемпионат США, где Соснович вышла во второй раунд, уступив там № 11 в мире на тот момент Каролине Возняцки. В сентябре 2015 года Соснович сыграла в своём первом в карьере финале турнира WTA. Произошло это на турнире в Сеуле, куда попала через квалификационный отбор. На пути к решающему матчу за титул она обыграла трёх сеянных теннисисток, однако в финале проиграла первому номеру посева на том турнире Бегу 3:6, 1:6.
В 2016 году Соснович впервые поднялась в Топ-100 женского одиночного рейтинга. В апреле 2017 года вышла в полуфинал турнира в Биле. В 2017 году помогла сборной Беларуси впервые в своей истории выйти в финал Кубка Федерации. Она на пути к нему выиграла все четыре матча в двух раунда кубка, в которых принимала участие. В финале у Беларуси был сложный соперник в лице сборной США. Их матч состоялся в Минске. В первой своей игре Соснович проиграла Коко Вандевеге 4:6, 4:6. На второй день финала вышла на матч с действующий чемпионкой Открытого чемпионата США Слоан Стивенс при общем счёт 2-1 в пользу команды США. Соснович в упорной борьбе победила 4:6, 6:1, 8:6. Судьба кубка решалась в парной встрече, которую Соснович в альянсе с Ариной Соболенко проиграла паре Коко Вандевеге и Шелби Роджерс 3:6, 6:7(3).
В начале сезона 2018 года Соснович пробилась во второй в карьере финал WTA. На турнире в Брисбене она начала свой путь в отборочных раундах квалификации и обыграла на пути к финалу четырёх теннисисток из топ-40 (две из них входили в топ-20). В решающем матче Соснович проиграла шестой ракетке мира Элине Свитолиной 2:6, 1:6. На Открытом чемпионате Австралии Соснович впервые прошла в третий раунд на Большом шлеме, проиграв на этой стадии 8-й сеянной Каролин Гарсии из Франции. Результаты на старте сезона позволили белорусской теннисистке впервые войти в Топ-50 женского одиночного рейтинга. На Уимблдонском турнире 2018 дошла до 1/8 финала, где проиграла Елене Остапенко из Латвии в двух сетах. После Уимблдона на Кубке Кремля в Москве дошла до полуфинала, в котором проиграла сербке Ольге Данилович.
В июне 2019 года Соснович участвовала в Открытом чемпионате Франции, где проиграла в первом же раунде словенке Полоне Херцог 6:4, 2:6, 6:8.
На Открытом чемпионате США 2019 года проиграла во втором раунде Унс Джабир из Туниса в трёх сетах.
В первой половине 2020 года Соснович не добилась никаких значительных результатов. После пяти месяцев отсутствия в теннисе из-за пандемии COVID-19, она сыграла на турнире в Палермо, где дошла до четвертьфинала, но затем проиграла свой матч Петре Мартич.
На Открытом чемпионате США она победила 19-ю ракетку мира Маркету Вондроушову и дошла до третьего круга, где проиграла Юлии Путинцевой. На следующей неделе она играла на турнире в Стамбуле, где дошла до четвертьфинала. Проиграв во втором круге Открытого чемпионата Франции в одиночном разряде, она дошла до четвертьфинала в парном разряде вместе с Мартой Костюк. Свой год она завершила четвертьфиналом турнира в Линце.
В 2021 году Соснович во второй раз в своей карьере вышла в третий круг Уимблдона, обыграв Серену Уильямс, которая выбыла в первом круге, и Нао Хибино во втором круге. На турнире в Индиан-Уэлсе Соснович во втором круге обыграла действующую чемпионку Открытого чемпионата США и 17-ю сеяную Эмму Радукану со счетом 6-2, 6-4. Она продолжила участие в турнире, обыграв в следующем круге еще одну чемпионку турниров Большого шлема и бывшую первую ракетку мира Симону Халеп.

## Итоговое место в рейтинге WTA по годам
| Год  | Одиночный рейтинг | Парный рейтинг |
| 2024 | 144               | 107            |
| 2023 | 88                | 81             |
| 2022 | 31                | 100            |
| 2021 | 91                | 76             |
| 2020 | 90                | 44             |
| 2019 | 67                | 46             |
| 2018 | 30                | 269            |
| 2017 | 87                |                |
| 2016 | 121               |                |
| 2015 | 103               | 329            |
| 2014 | 142               | 218            |
| 2013 | 135               | 160            |
| 2012 | 534               | 300            |
| 2011 | 830               | 1 066          |
| 2010 | 717               |                |

Источник: сайт WTA

## Выступления на турнирах

### Финалы турнировWTAв одиночном разряде (5)

#### Поражения (5)
| Легенда:                                   |
| ------------------------------------------ |
| Турниры Большого шлема (0)                 |
| Олимпиада (0)                              |
| Итоговый турнир WTA (0)                    |
| Premier Mandatory / WTA 1000 Mandatory (0) |
| Premier 5 / WTA 1000 (0)                   |
| Premier / WTA 500 (0)                      |
| International / WTA 250 (0)                |

| Титулы по покрытиям | Титулы по месту проведения матчей турнира |
| ------------------- | ----------------------------------------- |
| Хард (0)            | Зал (0)                                   |
| Грунт (0)           | Зал (0)                                   |
| Трава (0)           | Открытый воздух (0)                       |
| Ковёр (0)           | Открытый воздух (0)                       |

| №  | Дата             | Турнир                  | Покрытие | Соперница в финале | Счёт        |
| 1. | 27 сентября 2015 | Сеул, Южная Корея       | Хард     | Ирина-Камелия Бегу | 3-6 1-6     |
| 2. | 6 января 2018    | Брисбен, Австралия      | Хард     | Элина Свитолина    | 2-6 1-6     |
| 3. | 9 января 2022    | Мельбурн (2), Австралия | Хард     | Аманда Анисимова   | 5-7 6-1 4-6 |
| 4. | 27 августа 2022  | Кливленд, США           | Хард     | Людмила Самсонова  | 1-6 3-6     |
| 5. | 21 июля 2024     | Будапешт, Венгрия       | Грунт    | Диана Шнайдер      | 4-6 4-6     |

### Финалы турнировITFв одиночном разряде (11)

#### Победы (11)
| Легенда:         |
| ---------------- |
| WTA 125 (0)*     |
| 100.000 USD (1)  |
| 75.000 USD (0)   |
| 50.000 USD (1+1) |
| 25.000 USD (4+3) |
| 10.000 USD (5+3) |

| Титулы по покрытиям | Титулы по месту проведения матчей турнира |
| ------------------- | ----------------------------------------- |
| Хард (7+6)*         | Зал (5+4)                                 |
| Грунт (4+1)         | Зал (5+4)                                 |
| Трава (0)           | Открытый воздух (6+3)                     |
| Ковёр (0)           | Открытый воздух (6+3)                     |

* количество побед в одиночном разряде + количество побед в парном разряде.
| №   | Дата            | Турнир                  | Покрытие   | Соперница в финале | Счёт        |
| 1.  | 15 октября 2011 | Кальяри, Италия         | Грунт      | Анна Шефер         | 6-4 6-3     |
| 2.  | 13 апреля 2012  | Помеция, Италия         | Грунт      | Ралука Олару       | 0-6 6-1 6-1 |
| 3.  | 1 сентября 2012 | Санкт-Петербург, Россия | Грунт      | Полина Виноградова | 1-6 6-3 6-0 |
| 4.  | 10 ноября 2012  | Минск, Беларусь         | Хард (зал) | Людмила Киченок    | 6-0 7-6(4)  |
| 5.  | 9 марта 2013    | Нетания, Израиль        | Хард       | Амандин Эсс        | 6-2 7-5     |
| 6.  | 16 марта 2013   | Нетания, Израиль        | Хард       | Полина Виноградова | 6-3 3-6 6-4 |
| 7.  | 30 марта 2013   | Таллин, Эстония         | Хард (зал) | Надежда Киченок    | 7-6(3) 6-2  |
| 8.  | 27 октября 2013 | Пуатье, Франция         | Хард (зал) | София Арвидссон    | 6-1 5-7 6-4 |
| 9.  | 3 ноября 2013   | Нант, Франция           | Хард (зал) | Магда Линетт       | 4-6 6-4 6-2 |
| 10. | 23 февраля 2014 | Москва, Россия          | Хард (зал) | Анетт Контавейт    | 6-3 6-2     |
| 11. | 8 июня 2014     | Брешиа, Италия          | Грунт      | Рената Ворачова    | 6-4 6-1     |

### Финалы турнировWTAв парном разряде (1)

#### Поражения (1)
| №  | Дата            | Турнир  | Покрытие | Партнёрша          | Соперницы в финале     | Счёт           |
| 1. | 15 октября 2023 | Гонконг | Хард     | Оксана Калашникова | Тан Цяньхуэй Цзао Цзяи | 5-7 6-1 [9-11] |

### Финалы турнировITFв парном разряде (9)

#### Победы (7)
| №  | Дата            | Турнир                  | Покрытие   | Партнёрша           | Соперницы в финале                     | Счёт              |
| 1. | 26 февраля 2012 | Таллин, Эстония         | Хард (зал) | Лу Брюло            | Джейми-Гейли ван де Вал Ольга Калюжная | 6-3 6-2           |
| 2. | 10 ноября 2012  | Минск, Беларусь         | Хард (зал) | Екатерина Деголевич | Людмила Киченок Надежда Киченок        | 1-6 6-2 [10-3]    |
| 3. | 9 марта 2013    | Нетания, Израиль        | Хард       | Полина Лейкина      | Натела Дзаламидзе Аминат Кушхова       | 2-6 7-6(4) [10-8] |
| 4. | 16 марта 2013   | Нетания, Израиль        | Хард       | Полина Монова       | Лу Цзясян Лу Цзяцзин                   | 6-1 6-2           |
| 5. | 28 апреля 2013  | Кьяссо, Швейцария       | Грунт      | Диана Марцинкевич   | Джулия Гатто-Монтиконе Николь Клерико  | 6-7(2) 6-4 [10-7] |
| 6. | 16 ноября 2013  | Минск, Беларусь         | Хард (зал) | Илона Кремень       | Анна Данилина Ольга Дорошина           | 7-6(3) 6-0        |
| 7. | 1 марта 2015    | Санкт-Петербург, Россия | Хард (зал) | Виктория Голубич    | Ана Врлич Стефани Форетц               | 6-4 7-5           |

#### Поражения (2)
| №  | Дата           | Турнир                    | Покрытие   | Партнёрша         | Соперницы в финале               | Счёт    |
| 1. | 4 ноября 2012  | Барнстапл, Великобритания | Хард (зал) | Диана Марцинкевич | Акгуль Аманмурадова Весна Долонц | 3-6 1-6 |
| 2. | 1 февраля 2013 | Эйлат, Израиль            | Хард       | Коринна Дентони   | Алла Кудрявцева Элина Свитолина  | 1-6 3-6 |

### Финалы командных турниров (1)

#### Поражения (1)
| №  | Год  | Турнир          | Команда                           | Соперник в финале                      | Счёт |
| 1. | 2017 | Кубок Федерации | Беларусь А. Соснович, А.Соболенко | США К. Вандевеге, Ш.Роджерс, С.Стивенс | 2-3  |